# Jaleleddine Touati
Jaleleddine Touati (arabe : جلال الدين التواتي), né le 12 juillet 1982 à Tunis, est un handballeur tunisien qui joue au poste d'ailier droit au sein du Handball Club Serris Val d'Europe (Nationale 3).
Il a joué pour l'Espérance sportive de Tunis avant d'évoluer au sein du championnat de France, plus précisément dans les clubs de Dunkerque, d'Amiens et de Serris.

## Palmarès

### Clubs
- Champion de Tunisie : 2004, 2005
- Vainqueur de la coupe de Tunisie : 2002, 2005, 2006
- Vainqueur de la Super Coupe de Tunisie : 2002
- Vainqueur de la coupe d'Afrique des vainqueurs de coupe : 2003
- Vainqueur de la coupe de France : 2011
- Vainqueur du Trophée des champions : 2012
- Vainqueur de la coupe de la Ligue française : 2012
- Finaliste de la Ligue des champions d'Afrique : 2005
- Finaliste de la coupe de l'EHF : 2012
- Champion de France : 2013-2014

### Sélection nationale

#### Jeux olympiques
- Quart de finaliste aux Jeux olympiques de 2012 à Londres ( Royaume-Uni)

#### Championnat du monde de handball
- 4e au championnat du monde 2005 ( Tunisie)
- 11e au championnat du monde 2007 ( Allemagne)
- 17e au championnat du monde 2009 ( Croatie)
- 20e au championnat du monde 2011 ( Suède)
- 11e au championnat du monde 2013 ( Espagne)
- 15e au championnat du monde 2015 ( Qatar)

#### Coupe du monde de handball
- Médaillé d'argent à la coupe du monde 2006 ( Suède)

#### Championnat d'Afrique
- Médaille d'argent au championnat d'Afrique 2004 ( Égypte)
- Médaille d'or au championnat d'Afrique 2006 ( Tunisie)
- Médaille d'argent au championnat d'Afrique 2008 ( Angola)
- Médaille d'or au championnat d'Afrique 2010 ( Égypte)
- Médaille d'or au championnat d'Afrique 2012 ( Maroc)
- Médaille d'or au championnat d'Afrique 2014 ( Algérie)

#### Autres
- Médaillé de bronze aux Jeux méditerranéens de 2009 ( Italie)